# توماس جيرمان
توماس جيرمان (بالفرنسية: Thomas Germain)‏ هو صائغ ذهب وصائغ فضة ومهندس معماري فرنسي، ولد في 15 أغسطس 1673 في باريس في فرنسا، وتوفي في 14 أغسطس 1748 في قصر اللوفر ‏ في فرنسا.

## وصلات خارجية
- توماس جيرمان على موقع الموسوعة البريطانية (الإنجليزية)